# Chromacris minuta
Chromacris minuta is een rechtvleugelig insect uit de familie Romaleidae. De wetenschappelijke naam van deze soort is voor het eerst geldig gepubliceerd in 1982 door Roberts & Carbonell.